# Yantaromyrmex geinitzi
Iridomyrmex geinitzi är en myrart som först beskrevs av Mayr 1868.  Iridomyrmex geinitzi ingår i släktet Iridomyrmex och familjen myror. Inga underarter finns listade i Catalogue of Life.